# Ezinu (crater)
Ezinu este un crater mare de pe Ceres, situat în Hanami Planum. A fost numit oficial în 2015 de către IAU după o zeiță sumeriană a cerealelor. 

## Caracteristici fizice
Fundul lui Ezinu găzduiește o serie de fracturi, care au până la 200 de metri adâncime și se întind pe 22,7 km. Într-un studiu din 2018, s-a teoretizat că aceste fracturi s-au format ca urmare a curgerii de material subteran cu viscozitate scăzută în crater.